# Nováky Erzsébet

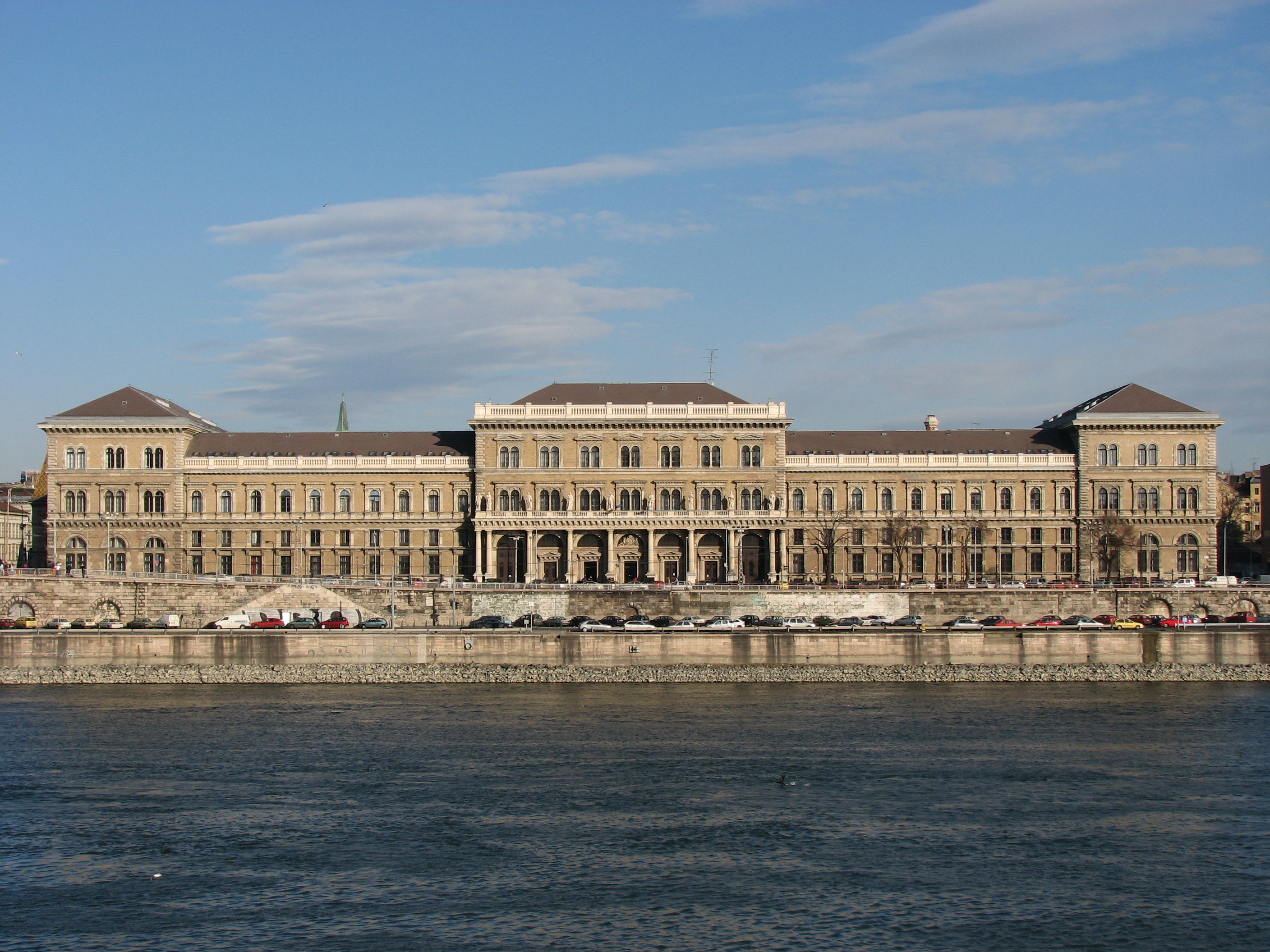
1970 óta tanít a Budapesti Corvinus Egyetemen

Nováky Erzsébet (Keszthely, 1945 október 20. –) Akadémiai Díjas magyar közgazdász, egyetemi tanár, 1970 óta elkötelezett, nemzetközileg ismert jövőkutató, 1992–2012 között a Közgazdaságtudományi Egyetem Jövőkutatás Tanszékének iskolateremtő vezetője, a Budapesti Corvinus Egyetem professor emeritája (2015). 

## Életpályája
Szülei: Édesapja Dr. Nováky Jenő okleveles gépészmérnök, közgazdasági mérnök és közgazdász doktor, Édesanyja Cserpes Erzsébet okleveles tanítónő. Két bátyja van: Antal (1942-2025) vegyipari gépészmérnök, mérnök-közgazdász, Béla (1944–2016) hidrológus mérnök. Házastársa 2004 óta Dr. Kappéter István (1931–2021) gyógypedagógus, pszichológia tanár, ideg-, elme- és pszichoterapeuta szakorvos.
Általános iskoláit a zuglói Telepes u. 32. sz.  általános iskolában (1952–1960) végezte. 1964-ben kitűnő eredménnyel érettségizett az ELTE Radnóti Miklós Gyakorló Iskolában. Tanulmányait a Marx Károly Közgazdaságtudományi Egyetemen (MKKE) folytatta, ahol 1970-ben kitüntetéses közgazdász oklevelet („vörös” diplomát) szerzett terv-matematika szakon. Ugyanabban az évben egyetemi doktori fokozatot szerzett. 1975-ben tervgazdasági szakközgazdász oklevelet kapott.
Diplomájának megszerzése után - Kovács Géza tanszékvezető meghívására - az egyetemen maradt, és a Közgazdaságtudományi Kar Népgazdaság tervezése Tanszékének oktatója lett. Végigjárta az oktatói ranglétrát, 1981-ben docensi kinevezést kapott. 1989-ben kinevezték a Makrotervezési és -modellezési Intézet igazgatóhelyettesévé (első női vezetőként a Népgazdaság tervezése Tanszék jogutódján), valamint a Jövőkutatás és Tervezés intézeti Tanszék vezetőjévé. 1991-ben egyetemi tanári, majd 1992-ben tanszékvezetői kinevezést kapott az egyetem első önálló kari Jövőkutatás Tanszékére, amely 2000-től a Gazdálkodástudományi Kar Környezettudományi Intézetének Jövőkutatási Kutatóközpontjaként, 2004-től Jövőkutatás Tanszékeként működött, 2012-ig, a Gazdaságföldrajz és Jövőkutatás Tanszék létrehozataláig. 1996–2006 között a tanszékvezetés mellett vezette az MTA-BKÁE/BCE Komplex Jövőkutatás Kutatócsoportot is, fejlődési lehetőséget nyújtva a fiatal kutatóknak. 2015. október 21-étől professor emerita, jelenleg a Fenntartható Fejlődés Intézet Gazdaságföldrajz és Városfejlesztés Tanszékén.
1980-ban védte meg a közgazdaság-tudományok kandidátusi, majd 1991-ben akadémiai doktori értekezését. 1998-2001 között Széchenyi Professzori Ösztöndíjjal kutatott. 2001–2004 és 2007–2010 között az MTA választott közgyűlési képviselője volt. 2002–2005 között az MTA IX. Osztály tanácskozási jogú tagja, 2018 óta állandó meghívottja. A IX. Osztály keretében 1976-ban megalakult Jövőkutatási Bizottság titkára 1984–1990 között, majd 2005-ig alelnöke, 2005–2011 között elnöke. A 2011-ben létrehozott Statisztikai és Jövőkutatási Tudományos Bizottság társelnöke, 2014-2017 között elnöke. Jelenleg a bizottság tagja.
2003-ban, 2006-ban és 2009-ben akadémiai levelező tagságra ajánlották.
2001 óta az MTA IX. Osztály összevont Gazdaságtudományi Minősítő Bizottságának tagja, 2008–2014 között alelnöke-titkára, majd ezt követően ismét tagja. 2004–2014 között az MTA Bolyai Kuratóriuma IX. Szakértői Kollégiumának tagja, majd szakértője, és 2018-ig ismét a szakértői kollégiumi tagja.
1994–2004 között a Budapesti Közgazdaságtudományi Egyetem Habilitációs Bizottságának alelnöke, majd 2016-ig első női elnöke. 2011-2016 között a Budapesti Corvinus Egyetem Társadalomtudományi Területi Doktori Tanács elnöke, 2013–2016-ban az Egyetemi Doktori Tanács első női elnöke. 2013–2016 között az Országos Doktori Tanács tagja, 2014–2015-ben alelnöke.

## Munkássága
Kutatási területe elsősorban a jövőkutatás, a komplex társadalmi-gazdasági előrejelzés módszertana, az előrejelzések megbízhatósága, a jövőorientáltság, Magyarország társadalmi-gazdasági jövője és a felelősség a jövőért. 25 (KTM, MM, MKM, ÁMFK, FEFA, MTA, OTKA, OKTK, TÁMOP, NGM) kutatási projekt témavezetője/kutatásvezetője és 19 (MTA, OTKA, OOK, FEFA, TEMPUS, European Science Foundation, FP7-SSH-2009, NFÜ) projekt résztvevője.
Társszerzőkkel rendszerezte a jövőkutatásban alkalmazható módszereket. Megfogalmazta a heurisztika, a kvantifikálhatóság és a megbízhatóság jövőkutatási tartalmát és szerepét. Kandidátusi értekezésében továbbfejlesztette, és hazai viszonyok között elsőként alkalmazta az összefüggések leírását és előrejelzését algoritmikusan lehetővé tevő kölcsönhatás módszert. Akadémiai doktori értekezésében multidiszciplináris modell segítségével bizonyította, hogy a gazdasági és környezeti stratégiák csak bizonyos feltételek esetén támogatják egymást. Kollégáival értelmezte a jövőorientáltság fogalmát, és empirikus vizsgálatokra is építve kísérletet tett a mérésére. A fogalom bekerült a mindennapi szóhasználatba is. Tanulmányozta a komplex dinamikus rendszerek viselkedését, és felismerte a káoszelmélet jövőkutatási jelentőségét. Kutatótársakkal vizsgálta hazai makrofolyamatok kaotikus viselkedését. Kidolgozta a társadalmi-gazdasági fejlődés „elfogadható” jövőalternatíváit megfogalmazó metodológiát, építve a hazai makrofolyamatok stabilitásának és a lakosság jövőformáló erejének vizsgálatára. Felismerte és bizonyította a participatív jövőkutatás – az érintettek társadalmi részvételének – növekvő fontosságát és jelentőségét a jövőalternatívák kidolgozásában. Magyarország 2025-beli társadalmi-gazdasági állapotának körvonalazásakor  a komplexitás, a participativitás és az alternativitás elvét alkalmazva  komplex forgatókönyveket és jövőalternatívákat dolgozott ki. A jövőkutatók felelősségét a változással és a demokráciával összefüggésben  vizsgálva rámutatott a jövővel való foglalkozás tudományos művelésének jelentőségére és lehetőségére.
Kutatási eredményeit szisztematikusan beépítette az oktatott tantárgyakba és tananyagokba. 1992-ben szerkesztésében jelent meg az első hazai Jövőkutatás tankönyv (társszerzők: Hideg Éva, Korompai Attila, Kovács Géza és Nováky Erzsébet), amely több kiadást élt meg.

A tudományos közleményeinek listája 103 tudományos cikket (benne 19 külföldi kiadású szakfolyóiratban megjelent cikket, 7 Web of Science kiadványt), 63 könyvet (benne 12 szakkönyvet, monográfiát, 30 szerkesztett könyvet), 90  könyvrészletet és 57 konferenciaközleményt tartalmaz, összesen 443 tudományos közleményt. A független hivatkozások száma meghaladja a 700-at (ebből 175  idegen nyelvű). Lásd a Magyar Tudományos Művek Tárát.
Kutatótársaival három hazai jubileumi jövőkutatási konferenciát szervezett, 2018-ban az intézményes magyar jövőkutatás és az egyetemi szintű jövőkutatás oktatásának 50 éves évfordulója alkalmából.
Kiszélesítette és elmélyítette a hazai jövőkutatás nemzetközi kapcsolatait. Fiatal munkatársaival és demonstrátoraival együttműködve 1999-2005 között négy nemzetközi jövőkutatási nyári egyetemet (Budapest Futures Course) szervezett. 2005-ben a Jövőkutatás Tanszék volt a házigazdája a  WFSF World Futures Studies Federation 19. világkonferenciájának.

## Közéleti szerepvállalása. (válogatott)
- 1989–1991 Budapesti Közgazdaságtudományi Egyetem Egyetemi Tanács, tag
- 1991–1995 OTKA Jövőkutatás Zsűri, elnök
- 1994–1997 Magyar Akkreditációs Bizottság (MAB) Közgazdaságtudományi tudományági szakbizottsága, tag
- 1995–1996 Budapesti Egyetemi Szövetség Szenátusa, tag
- 1995–1997 (MAB) Gazdasági felsőoktatási intézményi szakbizottsága, tag
- 1996–1998 OTKA Társadalomtudományi Szakkollégiuma, tag
- 1999– Magyar Szakképzési Társaság Tudományos Tagozata, alapító tag
- 2006–2008 Heller Farkas Gazdasági és Turisztikai Szolgáltatások Főiskola, Szenátus, tag
- 2006–2008 OTKA Társadalomtudományi Szakkollégiuma, tag
- 2009– Budapesti Corvinus Egyetem Gazdaságinformatika Doktori Iskola, törzstag, Jövőkutatás alprogram vezető
- 1997–2005 World Futures Studies Federation, Executive Board Member
- 1998–2005 Journal of Futures Studies, Editorial Board Member
- 2001–2010  Finland Futures Academy, International Advisory Board Member
- 2004–2006 Leading Futurists in Europe (European Futurist Conference Lucerne) Advisory Board, Vice President
- 2008–2015 A Római Klub Magyar Szervezete, alelnök
- 2013– Millennium Project Hungary Node, alapító chairman[8]
- 2013– 2018. European Journal of Futures Research, Academic Board Member

## Oktatott tárgyai a Budapesti Corvinus Egyetemen és jogelődjein, valamint más hazai egyetemeken (válogatott)
- Jövőkutatás, 1975–2008  BSc és MSc és 2009–2015
- Társadalmi-gazdasági előrejelzés (Hideg Éva társoktatóval), 1993–2013
- Társadalmi és gazdasági előrejelzés (Hideg Éva társoktatóval), MSc, 2008–2013
- Gazdasági előrejelzés, 1996–2014
- Környezeti modellezés, MSc, 2003–2008
- Területi és környezeti előrejelzési módszerek (Korompai Attila társoktatóval), MSc, 2009–2014
- Adatfelvételi módszerek, kvalitatív kutatási technikák (Hrubos Ildikó társoktatóval), PhD tárgy, 1996–2013
- Társadalomtudományok kutatásmódszertana (Hrubos Ildikó társoktatóval), 2001–2011

- Gazdasági aktorok jövőorientáltsága (Hideg Éva társoktatóval), PhD tárgy, 2010
- Evolúciós és participatív jövőkutatás (Hideg Éva társoktatóval), PhD tárgy, 2011

- Vállalati prognosztika/Jövőkutatás, Miskolci Egyetem, 1989-2008

- Jövőkutatás, Debreceni Egyetem Műszaki Főiskolai Kar, BSc, 2003-2008

- Jövőkutatás, PTE Regionális Politika és Gazdaságtan Doktori Iskola (1997-2012)

- Tudósportré, PTE Regionális Politika és Gazdaságtan Doktori Iskola (2014-2021)

- Hét sikeres kandidátus ill. PhD hallgató témavezetője/társtémavezetője

## Főbb művei
- Nováky Erzsébet (1945–) 57 publikációjának az adatai. OSZK. Katalógus.[9]
- Jövőkutatási metodikák, 1977
- Jövőkutatás, előrejelzés a gyakorlatban (Besenyei Lajos és Gidai Erzsébet társszerzőkkel) 1977
- Előrejelzés – Megbízhatóság – Valóság (Besenyei Lajos és Gidai Erzsébet társszerzőkkel) 1982
- Jövőkutatás (Hideg Éva, Korompai Attila, Kovács Géza társszerzőkkel és szerk.) 1992
- Káosz és jövőkutatás (kutatásvezető és alkotó szerk.) 1995
- Szakképzés és jövő (Hideg Éva társszerzővel) 1998
- Magyarország holnap után (kutatásvezető és alkotó szerk.) 2001
- Futures Studies in the European Ex-Socialist Countries (Kőszeginé Kalas  Mária és Viorica Ramba-Varga társszerzőkkel) 2001
- Változás és jövő (kutatásvezető és alkotó szerk.) 2008
- Magyarország 2025 (kutatásvezető és alkotó szerk.) 2010
- A method for the analysis of interrelationships between mutually connected events: A cross-impact method (Lóránt Károly társszerzővel) Technological Forecasting and Social Change, 1978
- Future orientation in Hungarian society (Hideg Éva és Kappéter István  társszerzőkkel) Futures, 1994
- Chaotic behavior of economic and social macro indicators in Hungary (Hideg Éva és Gáspár-Vér Katalin társszerzőkkel) Journal of Futures Studies, 1997
- Permanent development of futures research methodology, American Behavioral Scientist, 1998
- Dilemmas for renewal of futures methodology (Gáspár Tamás társszerzővel) Futures, 2002
- Action oriented futures studies in Hungary, Futures, 2006
- Responsibility for the future, Journal of Futures Studies, 2007
- Changing attitudes to the future in Hungary (Hideg Éva társszerzővel) Futures, 2010
- The responsibility of futurists in strategic foresight – Hungarian examples (Tyukodi Gergely társszerzővel) Technological Forecasting and Social Change, 2010
- Discovering our futures – a Hungarian Example (Várnagy Réka társszerzővel) Futures, 2013
- Chaos theory and socio-economic renewal in Hungary (Orosz Miklós társszerzővel) Journal of Futures Studies, 2015
- Web of Science 7 tanulmány.[10]

## Díjai, elismerései
- 1975 Miniszteri Dicséret, Oktatási miniszter
- 1978 Kiadói nívódíj (Jövőkutatás, előrejelzés a gyakorlatban c. könyvért) Közgazdasági és Jogi Könyvkiadó
- 1979 Kiváló munkáért, Oktatási miniszter
- 1986 Kutatói jutalom (Razvityije tyehnologii v obucsényii c. könyvért) MTA
- 1998 Széchenyi Professzori Ösztöndíj (1998 – 2001) Oktatási Minisztérium
- 1999 Mestertanár kitüntetés, Országos Tudományos Diákköri Tanács (OTDT), Oktatási Minisztérium, MTA
- 2000 Ipolyi Arnold-díj („Tudományfejlesztési díj”) Országos Tudományos Kutatási Alap (OTKA)
- 2005 Akadémiai Díj, MTA
- 2005 Szent-Györgyi Albert-díj, Oktatási Minisztérium
- 2009 „A magyar tudományos jövőkutatásért” emlékplakett, MTA IX. Osztály Jövőkutatási Bizottság
- 2012 Magyar Érdemrend Tisztikereszt, Magyarország köztársasági elnöke
- 2012 BCE „Közgáz Campus Tudományos diákköri mestertanára”,  Hallgatói Tudományos Tagozat
- 2015 Budapesti Corvinus Egyetem Aranyérme
- 2015 WFSF World Futures Studies Federation President’s Outstanding Woman Futurist Award